# Werauhia hygrometrica
Werauhia hygrometrica là một loài thuộc chi Werauhia. Đây là loài bản địa của Costa Rica, México, Venezuela và Ecuador.